# العلاقات الطاجيكستانية المصرية
العلاقات الطاجيكستانية المصرية هي العلاقات الثنائية التي تجمع بين طاجيكستان ومصر.

## مقارنة بين البلدين
هذه مقارنة عامة ومرجعية للدولتين:
| وجه المقارنة                                              | طاجيكستان                          | مصر           |
| --------------------------------------------------------- | ---------------------------------- | ------------- |
| المساحة (كم2)                                             | 143.10 ألف                         | 1.01 مليون    |
| عدد السكان (نسمة)                                         | 8.92 مليون                         | 94.80 مليون   |
| الكثافة السكانية (ن./كم²)                                 | 62.33                              | 93.86         |
| العاصمة                                                   | دوشنبه                             | القاهرة       |
| اللغة الرسمية                                             | اللغة الطاجيكية                    | اللغة العربية |
| العملة                                                    | ساماني طاجيكي، الروبل الطاجيكستاني | جنيه مصري     |
| الناتج المحلي الإجمالي (بليون دولار)                      | 7.15 مليار                         | 235.37 مليار  |
| الناتج المحلي الإجمالي (تعادل القوة الشرائية) بليون دولار | 24.03 مليار                        | 998.67 مليار  |
| الناتج المحلي الإجمالي الاسمي للفرد دولار أمريكي          | 925                                | 3.61 ألف      |
| الناتج المحلي الإجمالي للفرد دولار أمريكي                 | 2.69 ألف                           |               |
| مؤشر التنمية البشرية                                      | 0.624                              | 0.690         |
| رمز المكالمات الدولي                                      | +992                               | +20           |
| رمز الإنترنت                                              | .tj                                | .eg، .مصر     |
| المنطقة الزمنية                                           | ت ع م+05:00                        | ت ع م+02:00   |

## منظمات دولية مشتركة
يشترك البلدان في عضوية مجموعة من المنظمات الدولية، منها:
| علم المنظمة | اسم المنظمة                        | تاريخ انضمام طاجيكستان | تاريخ انضمام مصر |
| ----------- | ---------------------------------- | ---------------------- | ---------------- |
|             | مؤسسة التنمية الدولية              | 4 يونيو 1993           | 26 أكتوبر 1960   |
|             | مؤسسة التمويل الدولية              | 2 ديسمبر 1994          | 20 يوليو 1956    |
|             | الأمم المتحدة                      | 2 مارس 1992            | 24 أكتوبر 1945   |
|             | الاتحاد الدولي للاتصالات           | 28 أبريل 1994          | 9 ديسمبر 1876    |
|             | منظمة التعاون الإسلامي             | ?                      | 25 سبتمبر 1969   |
|             | منظمة الشرطة الجنائية الدولية      | ?                      | 7 سبتمبر 1923    |
|             | الاتحاد البريدي العالمي            | ?                      | ?                |
|             | البنك الدولي للإنشاء والتعمير      | 4 يونيو 1993           | 27 ديسمبر 1945   |
|             | وكالة ضمان الاستثمار متعدد الأطراف | 9 ديسمبر 2002          | 12 أبريل 1988    |
|             | يونسكو                             | 6 أبريل 1993           | 22 يناير 1947    |
|             | الفريق المعني برصد الأرض           | ?                      | فبراير 2005      |

## وصلات خارجية
- موقع وزارة الخارجية المصرية